# گاچرا چهارده
گاچرا چهارده، روستایی از توابع بخش مرکزی شهرستان آستانه اشرفیه در استان گیلان ایران است.
این روستا زیارتگاه آقا سید عبدالرضا است که شجره نامه ایشان به امام زین العابدین می رسد.

## جمعیت
این روستا در دهستان چهارده قرار دارد و براساس سرشماری مرکز آمار ایران در سال ۱۳۸۵، جمعیت آن ۶۷۵ نفر (۲۲۶خانوار) بوده‌است.